# Локтіонов Роман Борисович
Рома́н Бори́сович Локтіо́нов (нар. 18 жовтня 1986, Олександрія, Кіровоградська область) — український футболіст, нападник.

## Кар'єра
Вихованець олександрійського футболу. Перший тренер — Євген Абрамович. У ДЮФЛ виступав за місцеві команди «Кристал-Аметист» і МФК «Олександрію».
Ще з 15-річного віку грав за «Олександрію», спочатку у молодіжних командах, а з 2004 року і за основну, що виступала в Другій лізі. Влітку 2006 року команда знялась зі змагань і Локтіонов на правах вільного агента покинув клуб. Того самого року відсвяткував своє 20-річчя.
З 2006 по 2008 роки виступав за друголіговий кременчуцький «Кремінь». У команді був одним з найкращих бомбардирів, забивши у 52 матчах чемпіонату 21 гол поспіль.
У липні 2008 року перейшов в полтавську «Ворсклу». У Прем'єр-лізі дебютував 18 липня 2008 року в матчі з «Харковом» (0:0), вийшовши на поле на 88 хвилині замість Дениса Главини. Зігравши за сезон лише у 8 матчах чемпіонату і 3 матчах кубку, Роман з «Ворсклою» вперше в історії виграли Кубок України, обігравши в фіналі донецький «Шахтар». Локтіонов вийшов в кінцівці матчу замість Дмитра Єсіна і допоміг клубу втримати переможний рахунок 1:0. В підсумку Локтіонов так і не зміг закріпитися в основному складі полтавців і влітку 2009 року був відданий на сезон в оренду в першолігову ПФК «Олександрію», за яку зіграв 20 матчів у чемпіоні і забив 2 голи.
Влітку 2010 року перейшов до першолігової алчевської «Сталі», де став стабільним гравцем основної команди і у першому ж сезоні допоміг клубу стати бронзовим призером Першої ліги, а у сезоні 2012/13, забивши 10 голів підряд, посприяв тому, що «Сталь» зайняла друге місце і отримала право підвищитись у класі.
Проте влітку 2013 року алчевський клуб відмовився від участі у Прем'єр-лізі через скрутне фінансове становище, а Локтіонов перейшов до іншого представника Першої ліги — «Олександрії».
В січні 2015 року перейшов до клубу «Зірка» (Кіровоград). У складі команди, в 2016 році став чемпіоном Першої ліги України, проте в Прем'єр-лізі поступово випав з основи і в січні 2017 року покинув клуб.

## Статистика
'Станом на 19 вересня 2013 року'
| Сезон     | Клуб              | Ліга         | Чемпіонат | Чемпіонат | Кубок | Кубок |
| Сезон     | Клуб              | Ліга         | Ігри      | Голи      | Ігри  | Голи  |
| --------- | ----------------- | ------------ | --------- | --------- | ----- | ----- |
| 2004-2005 | МФК «Олександрія» | Друга ліга   | 15        | 0         | 1     | 0     |
| 2005-2006 | МФК «Олександрія» | Друга ліга   | 15        | 3         | 1     | 0     |
| 2006-2007 | «Кремінь»         | Друга ліга   | 26        | 3         | 1     | 0     |
| 2007-2008 | «Кремінь»         | Друга ліга   | 26        | 18        | 0     | 0     |
| 2008-2009 | «Ворскла»         | Прем'єр-ліга | 8         | 0         | 3     | 0     |
| 2009-2010 | «Ворскла»         | Прем'єр-ліга | 0         | 0         | 0     | 0     |
| 2009-2010 | ПФК «Олександрія» | Перша ліга   | 20        | 2         | 0     | 0     |
| 2010-2011 | «Сталь» А         | Перша ліга   | 31        | 5         | 3     | 1     |
| 2011-2012 | «Сталь» А         | Перша ліга   | 24        | 4         | 1     | 0     |
| 2012-2013 | «Сталь» А         | Перша ліга   | 31        | 10        | 2     | 0     |
| 2013-2014 | ПФК «Олександрія» | Перша ліга   | 3         | 0         | 0     | 0     |

## Досягнення
- Володар Кубка України: 2008/09
- Срібний призер Першої ліги України (1) : 2012/13